# Christian Burgos
Christian Shamed Burgos Atala (Benito Juárez, Ciudad de México; 24 de agosto de 1993) conocido mediáticamente Christian Burgos, es un presentador y personalidad de televisión mexicano. Fue miembro del reparto del programa de entrevistas Non-Summit, y miembro recurrente del reparto del reality show de viajes Where Is My Friend's Home. Fue galardonado con una placa al mérito por parte de la Embajada de México en Corea.

## Filmografía

### Programas de televisión
| Year      | Título                                | Rol      | Canal       | Notas               |
| --------- | ------------------------------------- | -------- | ----------- | ------------------- |
| 2016–2017 | Non-Summit                            | él mismo | JTBC        | miembro del reparto |
| 2017–2018 | Welcome, First Time in Korea?         | él mismo | MBC Every 1 | miembro del reparto |
| 2018      | Where Is My Friend's Home             | Él mismo | JTBC        | miembro del reparto |
| 2019      | A Man Who Feeds The Dog (temporada 4) | él mismo | Channel A   | miembro del reparto |
| 2018–2019 | Miss Trot                             | él mismo | TV Chosun   | miembro del reparto |

## Premios
- 2018 Embajada de México en Corea - Placa de reconocimiento